# Masis Mayilian
Masis Samveli Mayilyan (en arménien : Մասիս Սամվելի Մայիլյան), né le 14 septembre 1967, est un homme politique, diplomate et ancien candidat à l'élection présidentielle de l'Artsakh. Il est actuellement ambassadeur itinérant de la République d'Artsakh. De septembre 2017 à janvier 2021, il occupe les fonctions de ministre des Affaires étrangères de l'Artsakh (en).

## Biographie

### Jeunesse et éducation
Mayilyan est né le 14 septembre 1967 à Stepanakert, la capitale de l'oblast autonome du Haut-Karabagh, qui fait alors partie de la République socialiste soviétique d'Azerbaïdjan. De 1984 à 1991, il étudie à l'Université d'Artsakh et est diplômé du Département de physique et de mathématiques, avec une spécialisation en ingénierie et en physique. De 1991 à 1992, il poursuit ses études de troisième cycle à l'Université pédagogique d’État d’Arménie d'Erevan. Il obtient son diplôme de l'Académie diplomatique de Vienne en 1998.

### Carrière
Mayilyan commence sa carrière au Comité de défense de l'État de la République du Haut-Karabakh de 1992 à 1993. Il travaille en tant qu'expert en chef pour les sections information et presse du comité. En 1993, il commence son travail au ministère des Affaires étrangères de la République du Haut-Karabakh, où il occupe divers postes et participe au processus de négociation pour la résolution du conflit du Haut-Karabakh. De 2001 à 2007, il est vice-ministre des Affaires étrangères sous le président Arkadi Ghukasian.

### Élection présidentielle d'Artsakh de 2007
Lors de l'élection présidentielle d'Artsakh de 2007 (en), Mayilyan se présente pour la première fois à la présidence de l'Artsakh, recevant 12,53 % des voix et arrivant à la deuxième place derrière Bako Sahakian, qui remporte 85,12 % des voix et devient le troisième président de l'Artsakh.

### Ministre des Affaires étrangères et campagne présidentielle de 2020
Le 25 septembre 2017, Mayilyan est nommé ministre des Affaires étrangères par le président Bako Sahakian. Il participe à l'élection présidentielle de 2020 en Artsakh en tant que candidat à la présidentielle et est soutenu par la Nouvelle Alliance Artsakh (en), et le parti Patrie unie de Samvel Babayan (en). Il arrive à la deuxième place au premier tour de l'élection et participe au second tour contre Arayik Haroutiounian qui a lieu le 14 avril 2020. Cependant, il fait une annonce exhortant le peuple d'Artsakh à ne pas participer au deuxième tour des élections afin d'empêcher la propagation du COVID-19,. Mayilyan reçoit près de 12% des voix au second tour, tandis qu'Arayik Harutyunyan reçoit 88% des voix et devient le 4e président de l'Artsakh.
Mayilyan est reconduit au poste de ministre des Affaires étrangères après l'investiture du président Arayik Haroutiounian en mai 2020. Le 1er décembre 2020, au lendemain de la guerre du Haut-Karabakh de 2020, le président Harutyunyan annonce qu'un gouvernement d'union nationale serait formé et qu'un certain nombre de fonctionnaires seraient remplacés. Masis Mayilyan est limogé début janvier 2021 et est nommé ambassadeur itinérant. Il est remplacé par Davit Babaian.